# ريتشارد جون كارترايت
ريتشارد جون كارترايت (بالإنجليزية: Richard John Cartwright)‏ هو سياسي كندي، ولد في 4 ديسمبر 1835 في كينغستون في كندا، وتوفي في 24 سبتمبر 1912. حزبياً، نشط في الحزب الليبرالي الكندي. وقد انتخب عضو مجلس الشورى البريطاني وانتخب عضو مجلس الشيوخ الكندي وانتخب عضو مجلس العموم الكندي.

## روابط خارجية
- ريتشارد جون كارترايت على موقع الموسوعة البريطانية (الإنجليزية)